# Max-Planck-Institut für Marine Mikrobiologie
Das Max-Planck-Institut für Marine Mikrobiologie (MPI-MM) existiert seit 1992 in Bremen. In direkter Nähe zur Universität Bremen mit ihren Fachbereichen für Biologie und Geowissenschaften, an denen ebenfalls Meeresforschung betrieben wird, erforscht es den Stoffkreislauf der Elemente in den Meeren und die beteiligten Mikroorganismen.
Zu den Mikroorganismen (genannt auch Mikroben) gehören in erster Linie die Bakterien und einzellige Algen, aber auch Viren und urzeitlichere Einzeller der Domäne der Archaea. Bei der Forschung und der Koordination der Arbeit findet eine enge Kooperation mit einer Vielzahl weiterer Forschungseinrichtungen in Norddeutschland und mit Institutionen in der ganzen Welt statt. Im Land Bremen sind dies vorrangig die Universität Bremen, die Constructor University Bremen oder das Alfred-Wegener-Institut in Bremerhaven.
Friedrich Widdel und Bo Barker Jørgensen sind die mittlerweile verabschiedeten Gründungsdirektoren. Aktuelle Direktoren sind Rudolf Amann, Nicole Dubilier und Marcel Kuypers.

## Organisation und Struktur
Das Institut ist in drei Abteilungen gegliedert: Biogeochemie, Symbiose und Molekulare Ökologie. 2018 wurde die Abteilung Mikrobiologie geschlossen. In den Abteilungen gibt es Arbeitsgruppen, die ihre Untersuchungen auf spezielle Gebiete fokussieren:
- Biogeochemie (Marcel Kuypers) 
  - AG Biogeochemie
  - Forschungsgruppe Mikrobielle Physiologie (Boran Kartal)
  - Forschungsgruppe Treibhausgase (Jana Milucka)
- Molekulare Ökologie (Rudolf Amann)
  - Molekulare Ökologie Kerngruppe
  - Forschungsgruppe Durchflusszytometrie (Bernhard Fuchs)
- Symbiose (Nicole Dubilier)
  - Symbiose Kerngruppe
  - Forschungsgruppe metabolische Interaktionen (Manuel Liebeke)
- Max-Planck-Forschungsghruppe Protisten-Virologie (Matthias Fischer)
- Arbeitsgruppe Mikrosensoren (Dirk de Beer)
- HGF MPG Brückengruppe Tiefsee-Ökologie und -Technologie (Antje Boetius) in Kooperation mit dem Alfred-Wegener-Institut
- Marum MPG Brückengruppe Marine Glykobiologie (Jan-Hendrik Hehemann) in Kooperation mit dem marum
- HIFMB-MPG-Brückengruppe Marine -Omics (Murat Eren) in Kooperation mit dem HIFMB in Oldenburg
- Emmy-Noether-Forschungsgruppe für Organoschwefel-Kreislauf (Eileen Kröber)
- Max-Planck-Forschungsgruppe Mikrobielle Metabolismen (Tristan Wagner)
- Max-Planck-Forschungsgruppe Archaea-Virologie (Susanne Erdmann)
- Max-Planck-Forschungsgruppe Öko-Evolutionäre Interaktionen (Laetitia Wilkins)
- ICBM MPI Brückengruppe für Marine Geochemie (Thorsten Dittmar) in Kooperation mit der Universität Oldenburg
- Max-Planck-Forschungsgruppe Marine Isotopengeochemie (Katharina Pahnke-May) in Kooperation mit der Universität Oldenburg

Im Max-Planck-Institut für Marine Mikrobiologie wird nicht nur die Forschung betrieben, sondern auch die dafür notwendigen Gerätschaften bereitgestellt und selbst gebaut. Dafür gibt es eigene Werkstätten, die in Abstimmung mit den Forschenden und Ingenieurinnen und Ingenieuren neue Geräte entwickeln und herstellen. So stehen für die Forschung stets die bestmöglichen Werkzeuge zur Verfügung.

## Lehre
Wissenschaftler des Max-Planck-Instituts für Marine Mikrobiologie sind an der Lehre an der Universität Bremen beteiligt, insbesondere mit den Fachbereichen Biologie/Chemie und Geowissenschaften. Die Direktoren Rudolf Amann, Nicole Dubilier, Marcel Kuypers und die Gruppenleiterin Antje Boetius sind gleichzeitig als Professoren an der Universität Bremen tätig. Ferner sind einige der Wissenschaftler als Privatdozenten tätig.

## International Max Planck Research School (IMPRS)
Mit der International Max Planck Research School of Marine Microbiology (marmic), die im Jahr 2002 gegründet wurde, betreibt das MPI-MM ein Graduiertenkolleg mit, das deutschen und internationalen Master- und PhD-Studierenden eine hochwertige, schnelle und strukturierte Ausbildung bietet. Neben dem MPI sind weiterhin die Universität Bremen, die Constructor University und das Alfred-Wegener-Institut an der IMPRS beteiligt.

## Mitgliedschaft
- Deutsche Allianz für Meeresforschung
- Konsortium Deutsche Meeresforschung (KDM)
- UBRA

## Ausgründungen
Im Jahr 2005 wurde das Unternehmen Ribocon GmbH ausgegründet. Ziel des Unternehmens ist der Transfer von Wissen und Technologien aus der Wissenschaft in die Wirtschaft. Das Portfolio umfasst derzeit Sequenz- und Genomanalyse, Phylogenetische Rekonstruktion und Sonden/Primer Design sowie Unterstützung bei Hard- und Softwareproblemen mit ARB und SILVA.
Im Jahr 2017 gründete ein Team von Meeresforschern aus dem Bremer Max-Planck-Institut das Unternehmen HyperSurvey (heute PlanBlue), das eine Technologie zum schnellen und kosteneffizienten Monitoring von Meereslebensräumen, beispielsweise Korallenriffen, anbietet.